# Базловский сельсовет
Базловский сельсовет — муниципальное образование (сельское поселение) в составе Спасского района Нижегородской области.
Административный центр — село Базлово.

## История
Статус и границы сельского поселения установлены Законом Нижегородской области от 15 июня 2004 года № 60-З «О наделении муниципальных образований - городов, рабочих посёлков и сельсоветов Нижегородской области статусом городского, сельского поселения».

## Население
| 2002 | 2010 | 2012 | 2013 | 2014 | 2015 | 2016 |
| ---- | ---- | ---- | ---- | ---- | ---- | ---- |
| 1077 | ↘964 | ↘921 | ↘897 | ↘882 | ↘834 | ↘809 |
| 2017 | 2018 | 2019 | 2020 | 2021 |      |      |
| ↘790 | ↘770 | ↘733 | ↘714 | ↘604 |      |      |

## Состав сельского поселения
| № | Населённый пункт | Тип населённого пункта       | Население |
| - | ---------------- | ---------------------------- | --------- |
| 1 | Базлово          | село, административный центр | ↘377      |
| 2 | Ишеево           | деревня                      | ↘199      |
| 3 | Тукай            | деревня                      | ↘388      |